# Vlade Divac
Vlade Divac (serbisch-kyrillisch Владе Дивац; * 3. Februar 1968 in Prijepolje, SFR Jugoslawien) ist ein ehemaliger jugoslawischer Basketballspieler, Sportfunktionär und war bis August 2020 General Manager der Sacramento Kings in der NBA. Seit 2009 ist er außerdem Präsident des NOK Serbiens.
Als Nationalspieler Jugoslawiens gewann Divac die WM 1990 und zwei Europameisterschaften. Später konnte er diese Erfolge mit der Nationalmannschaft Serbiens und Montenegros bei der WM 2002 und der EM 1995 wiederholen. Zudem gehörte er zu den ersten Spielern aus dem ehemaligen Jugoslawien, die in den 1990er Jahren in der am höchsten dotierten Profiliga NBA in den Vereinigten Staaten spielten.
Divac galt als hervorragender Passer, ausgeprägter Blocker und Rebounder. In seiner Zeit bei den Sacramento Kings wurde er einmal NBA-All-Star. 2010 wurde Divac in die FIBA Hall of Fame- und 2019 als Spieler in die Naismith Memorial Basketball Hall of Fame aufgenommen.

## Spielerkarriere

### Anfangszeit
Divac wurde 1985 mit der jugoslawischen Jugendauswahlmannschaft an der Seite von Toni Kukoč Kadetten-Europameister. Bei der Junioren-EM 1986 gewann er ebenfalls Gold, neben Kukoč gehörten mit Dino Rađa, Aleksandar Đorđević und Teoman Alibegović weitere spätere namhafte Spieler zur Mannschaft. Mit 18 Jahren wechselte er vom KK Sloga aus Kraljevo zu KK Partizan Belgrad, das zu den führenden Mannschaften im serbischen Landesteil Jugoslawiens zählte. Divac verzichtete damit auf eine Ausbildung an einem US-amerikanischen College, wie es zuvor Luka Pavićević versucht hatte. Bei Partizan wurde er Mannschaftskamerad von Spielern wie Željko Obradović, Aleksandar Đorđević und Žarko Paspalj. Bereits im Sommer 1986 nahm er als jüngster Spieler mit der jugoslawischen Herren-Auswahl an der WM-Endrunde 1986 in Spanien teil. Nach zwei eher enttäuschenden EM-Endrunden 1983 und 1985 kehrte die jugoslawische Auswahl in den Kreis der Besten zurück und gewann nach einer Halbfinalniederlage nach Verlängerung gegen Titelverteidiger Sowjetunion wie bei Olympia 1984 und vier Jahre zuvor erneut eine Bronzemedaille.
In Divac’ erstem Jahr mit Partizan gewann die Mannschaft 1987, die ab Mitte der Saison 1986/87 von Duško Vujošević als Trainer betreut wurde, zum vierten Mal seit 1976 die jugoslawische Landesmeisterschaft in der YUBA-Liga. Nach einer Finalniederlage gegen Gastgeber Griechenland gewann Divac mit den gleichaltrigen Toni Kukoč und Dino Rađa in der jugoslawischen Herrenauswahl eine Silbermedaille bei der EM-Endrunde 1987. Zwei Monate später gewann eine von Svetislav Pešić trainierte jugoslawische Juniorenauswahl, die von Divac, Kukoč und Rađa angeführt wurde, die U20-Weltmeisterschaften im italienischen Bormio. Dabei wurde eine US-amerikanische Auswahl um die späteren NBA-Profis Gary Payton, Larry Johnson und Stacey Augmon gleich zweimal besiegt. Im Endspiel war Divac mit 21 Punkten bester Korbschütze gewesen. Nach dem verlorenen Olympiafinale 1972, als eine US-amerikanische Collegeauswahl gegen international erfahrene Spieler der Sowjetunion verloren hatte, gelten diese beiden Niederlagen als die ersten einer US-amerikanischen Bestenauswahl in einem Duell auf Augenhöhe mit einer Bestenauswahl eines anderen Landes. Bei den Olympischen Spielen 1988 gewann die jugoslawische Herrenauswahl in der Vorrunde gegen die Sowjetunion, der man dann im Endspiel mit 13 Punkten Unterschied relativ deutlich unterlegen war. Dies sollte für die folgenden drei Jahre bis auf die Niederlage bei der WM 1990 in einem bedeutungslosen Gruppenspiel gegen Puerto Rico die einzige Niederlage für die jugoslawische Nationalmannschaft bei einem Endrundenturnier bleiben. Bei den aufeinanderfolgenden, überlegenen Titelgewinnen bei der EM 1989 vor heimischem Publikum in Zagreb, WM 1990 und EM 1991 war ansonsten in den siegreichen Spielen die geringste Siegesdifferenz acht Punkte im WM-Halbfinale 1990 gegen die US-amerikanische Nationalmannschaft, die aus Collegespielern bestand.
Gleichwohl wurde Divac auch zu einem Instrument in dem wachsenden ethnischen Konflikt innerhalb Jugoslawiens, als er nach dem WM-Titelgewinn in Argentinien einem Fan dessen Flagge der kroatischen Teilrepublik entriss. Divac erklärte später, dass er damit seine Mannschaft schützen wollte, indem er keine andere Flaggen duldete, als die jugoslawische, denn es sei auch ein jugoslawischer Sieg gewesen. Die Aktion wurde von Kroaten als entehrend empfunden und als Symbol der von Serbien dominierten jugoslawischen Politik politisch begründet. Ein Jahr später eskalierten die Autonomiebestrebungen innerhalb Jugoslawiens in bewaffneten Auseinandersetzungen, so dass Jurij Zdovc während der EM-Endrunde 1991 von der slowenischen Regierung die weitere Teilnahme untersagt wurde. In den folgenden Jugoslawienkriegen führte die von interessierter Seite politisch genutzte Aktion von Divac 1990 zu einer wachsenden Entfremdung mit seinen ehemaligen nicht-serbischen Mannschaftskameraden.

### NBA
Bereits im NBA-Draft 1989 war Divac in der ersten Runde an 26. Stelle von den Los Angeles Lakers für die NBA ausgewählt worden und wechselte sogleich in die US-amerikanische Profiliga. In seiner Debütsaison erzielte er im Team um Magic Johnson und Kareem Abdul-Jabbar in 19,6 Minuten pro Spiel 8,5 Punkte und 6,2 Rebounds und wurde ins NBA All-Rookie First Team gewählt. Damit war er innerhalb der Liga zunächst erfolgreicher als sein aus Kroatien stammender Landsmann Dražen Petrović, der bereits drei Jahre zuvor ausgewählt einen deutlich schwierigeren Start bei den Portland Trail Blazers als Neuling in jener Saison hatte. Während sich Petrović später bei den New Jersey Nets deutlich steigerte, entfremdete sich das Verhältnis zwischen den zuvor eng befreundeten Zimmerkollegen Divac und Petrović in der Nationalmannschaft nach dem Aufflammen der bewaffneten Konflikte in den Jugoslawienkriegen. Divac hingegen wuchs mit einer Körpergröße von 2,16 Metern zu den spielstärkeren Centerspielern in der NBA heran und war bald Mitglied der Starting Five der Lakers.
In seiner zweiten Saison NBA 1990/91 erreichte er mit den Lakers als Führender der Western Conference die NBA-Finalserie gegen die Chicago Bulls, in der er einen Schnitt von 12,9 Punkten, 7,7 Rebounds und 2,4 Assists pro Spiel markierte. Die Bulls gewannen jedoch mit Michael Jordan erstmals die NBA-Meisterschaft.
Divac spielte sieben Jahre bei den Los Angeles Lakers, bis er 1996 für Kobe Bryant zu den Charlotte Hornets transferiert wurde. Nach nur zwei Jahren unterschrieb Divac zur Saison 1998/1999 einen Vertrag bei den Sacramento Kings. Dort spielte er sechs Jahre, bis 2004. Nach einer Nominierung für das NBA All-Star-Game 2001 erreichte Divac mit den Kings, bei denen er unter anderem mit Chris Webber und seinem Landsmann Peja Stojaković zusammenspielte, in der NBA 2001/02 die beste Saisonbilanz aller Mannschaften und scheiterte im Finale der Western Conference nur knapp in sieben Spielen gegen seine ehemalige Lakers-Mannschaft um Kobe Bryant und Shaquille O’Neal.
Im Juli 2004 unterzeichnete er als Free-Agent bei den Lakers einen Zweijahresvertrag, dort wo seine NBA-Karriere 1989 anfing. Ein Bandscheibenvorfall beendete jedoch kurz darauf seine Karriere. Er absolvierte wegen seiner dauerhaften Verletzung in der NBA-Saison 2004/05 lediglich 15 Kurzeinsätze.
Am 14. Juli 2005 beendete er seine aktive Laufbahn. Vlade Divac ist neben Hakeem Olajuwon und Kareem Abdul-Jabbar einer der wenigen Spieler, die in der NBA-Geschichte über 13.000 Punkte, 9.000 Rebounds, 3.000 Assists und 1.500 Blocks erzielten. Außerdem ist er neben Dirk Nowitzki der erste von bisher lediglich zwei NBA-Spielern, die mindestens 1.000 NBA-Ligaspiele absolvierten, obwohl sie weder in den USA geboren-, noch dort als Basketballer ausgebildet wurden.
Am 31. März 2009 wurde in Sacramento in einer Zeremonie Divacs Trikotnummer gesperrt; sie wird in Zukunft nicht mehr an andere Spieler vergeben. Am 20. August 2010 erfolgte die Aufnahme in die FIBA Hall of Fame.

## Managerkarriere

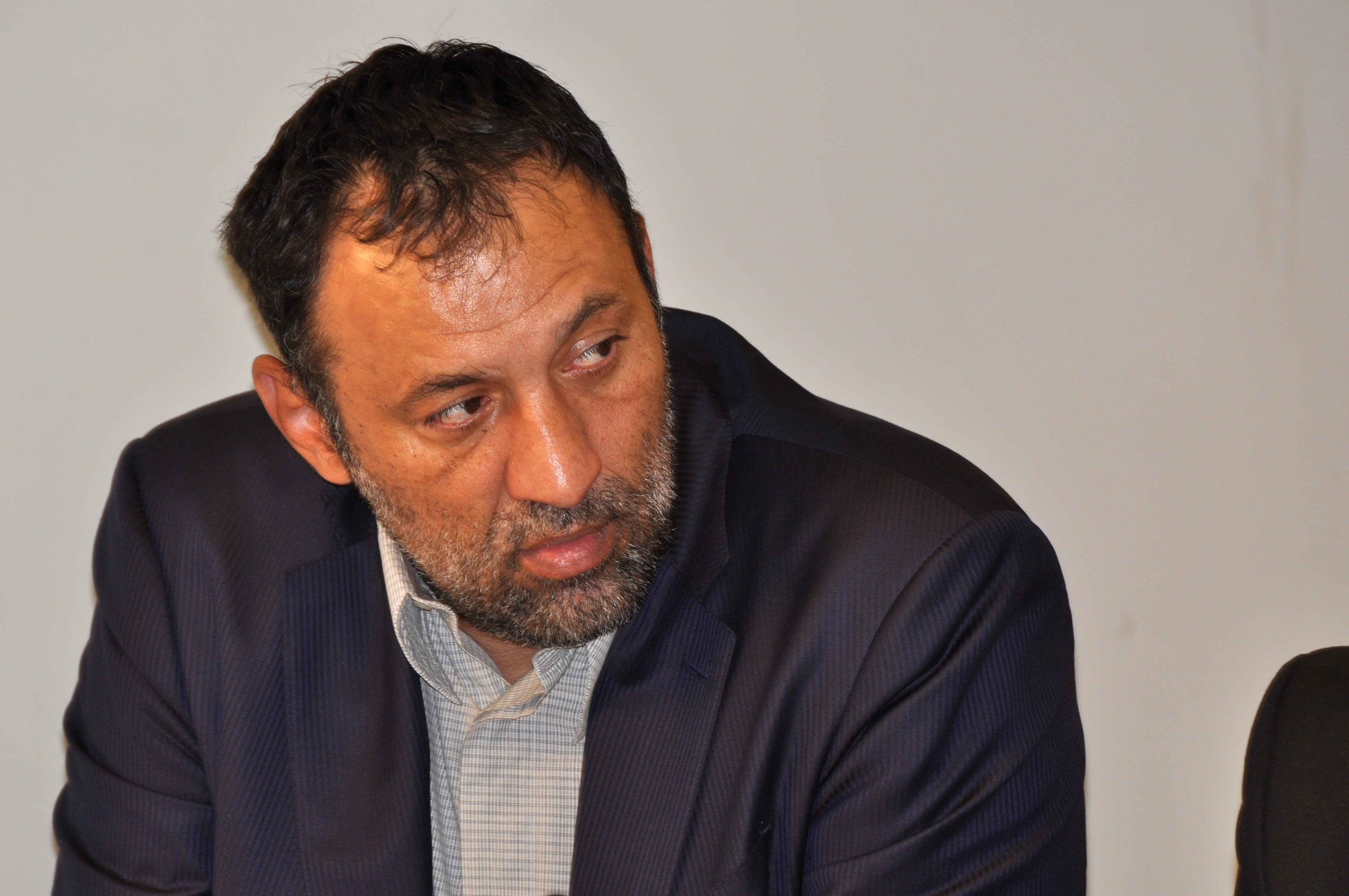
Divac als Manager der Kings (2016)

Im August 2015 wurde Divac zum neuen General Manager der Sacramento Kings ernannt. Nach sportlich enttäuschenden Saisonverläufen wurde er im August 2020 von dieser Tätigkeit entbunden.

## Sonstiges
Divac ist ein Verwandter des serbischen Fußballspielers Milan Biševac.
Im Jahr 2000 wurde Divac für sein soziales Engagement mit dem J. Walter Kennedy Citizenship Award ausgezeichnet. 2008 wurde er als einer der 50 bedeutendsten Akteure in der Geschichte der Europaliga geehrt.
Divac machte nicht nur in der NBA Karriere, sondern spielte auch als Schauspieler in diversen Serien und Filmen mit, darunter in Space Jam, Eddie und Eine schrecklich nette Familie.
Am 24. Mai 2008 eröffnete er mit den Moderatoren Željko Joksimović und Jovana Janković die Fernabstimmung zum Finale des Eurovision Song Contest in Belgrad.

## Filmografie (Auswahl)
Schauspieler (Nebenrollen)
- 1993: Eine schrecklich nette Familie (Folge: Der Fan)
- 1996: Space Jam
- 1996: Eddie
- 2002: Juwanna Mann
- 2010: Once Brothers